# آنت لنگن

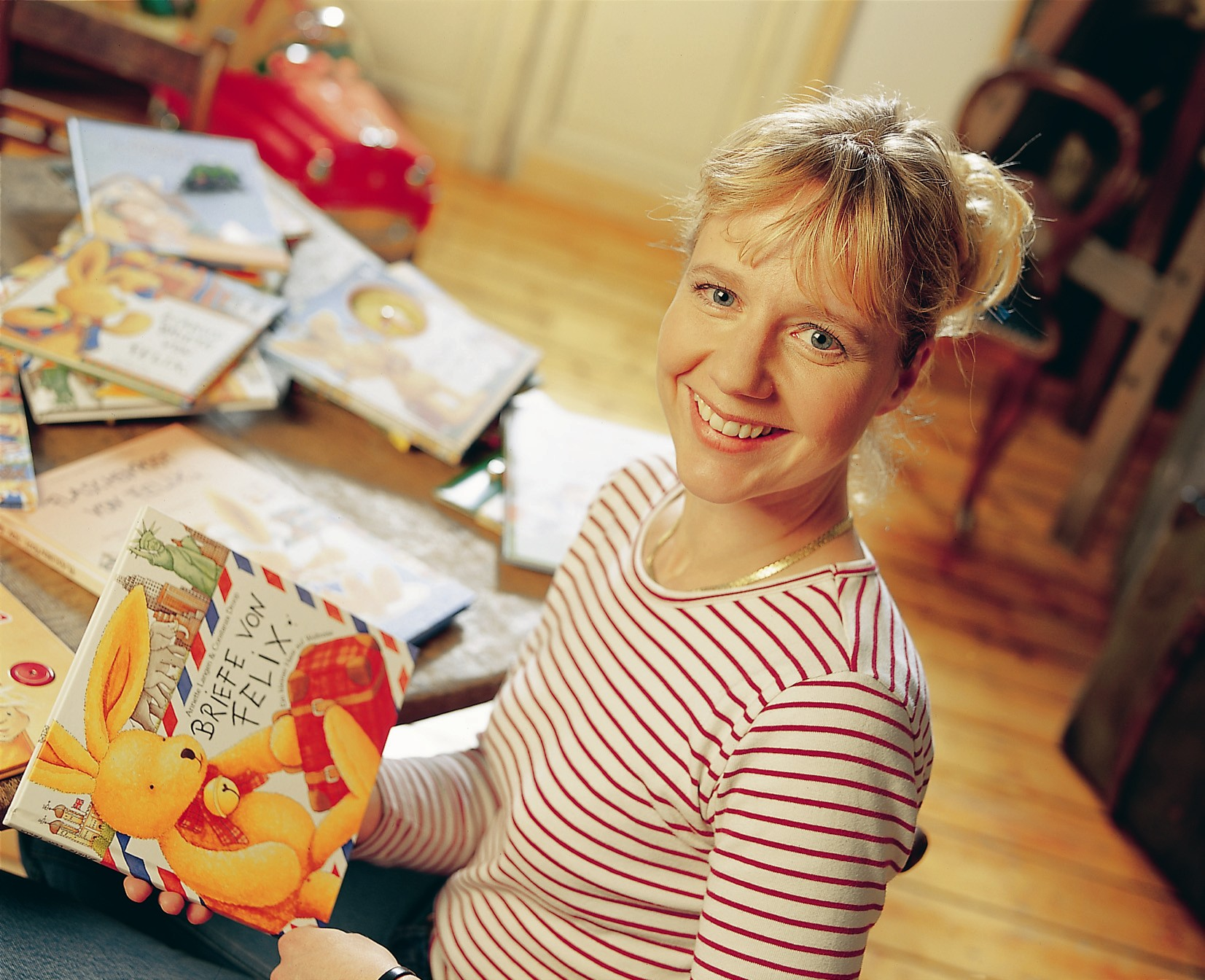
آنت لنگن در سال ۲۰۱۶

آنت لنگن نویسنده آلمانی ادبیات کودکان و نوجوانان است. وی در ۲۹ آوریل ۱۹۶۷ در لورکوزن، آلمان به دنیا آمد و شهرتش عمدتاً به خاطر مجموعه کتاب‌های تصویری خود در مورد فلیکس (خرگوش مسافر) است.

## زندگی
لانژ در خانواده ای از فروشندگان کتاب در لیشلینگن در منطقه راینلند آلمان بزرگ شد. پس از فارغ‌التحصیلی از دبیرستان مقدماتی دانشکده، فروشنده کتاب شد و سپس برای شرکت در دوره انتشارات رادکلیف به ایالات متحده سفر کرد. با بازگشت به آلمان، به عنوان سردبیر یک ناشر کتاب کودک فعالیت خود را آغاز کرد. در این زمان بود که او شروع به نوشتن اولین کتاب‌های کودک خود کرد. او از سال ۲۰۰۰ نویسنده مستقل است. لانژ یک دختر و پسر دارد و در نزدیکی کلن آلمان زندگی می‌کند.

## نویسندگی
لنگن تاکنون بیش از ۶۰ کتاب کودک و نوجوان برای بزرگسالان منتشر کرده‌است. از این تعداد، بسیاری از آنها به بیش از ۲۹ زبان ترجمه شده‌اند. اولین کتاب کودک وی در سال ۱۹۸۹ منتشر شد.
اولین کتاب او در مجموعه فلیکس در مورد خرگوش به نام فلیکس بود، که گم می‌شود، و نامه‌هایی را برای صاحب خود، سوفی می‌نویسد. خود آنت هم اغلب با خانواده خود، حتی به عنوان یک کودک کوچک، سفر می‌کرد. این روش نوشتن نامه برای آنت سابقه طولانی دارد. او در سراسر جهان دوستانی دارد که با آنها مکاتبه می‌کند. غالباً خاطرات کودکی خود آنت از سفرهایی که با خانواده داشته در مجموعه کتاب‌های فلیکس دیده می‌شود.
آنت لنگن یک حامی سرسخت ادبیات کودکان است و به عنوان سفیر در این زمینه فعالانه فعالیت می‌کند. وی از سال ۲۰۰۱ تاکنون یک مددکار داوطلب در مدرسه ابتدایی سولینگن و از سال ۲۰۱۱ سفیر خواندن بنیاد خواندن آلمان بوده‌است و در سال ۲۰۱۲ هدایت سرپرستی مشاوره مربیگری را به عهده گرفت.

### افتخارات
- Golden Record (گلدنن شالپلات) برای نامه‌هایی از فلیکس، که در نمایشگاه کتاب لایپزیگ در سال ۲۰۱۰ ارائه شد
- آموزش پروژه برای توسعه پایدار (Dekade-Projekt Bildung fűr nachhaltige Entwicklung) از طریق یونسکو برای نخستین فلیکس طبیعترایل در آلمان، در بن، آلمان، سال ۲۰۰۸ افتتاح شد
- انتخاب مورد علاقه Felix bei den Kindern der Welt (Buchliebling)، انجمن ناشران اتریشی، (Buchverband اتریش)، ۲۰۰۶
- جایزه "هنر و فرهنگ برای کودکان و نوجوانان" جایزه North Rhine-Westphalia "هنرمندان با کودکان و نوجوانان دیدار می‌کنند Project پروژه آنت لانژ برای مدرسه ابتدایی سولینگن، سولینگن آلمان ۲۰۰۵
- جایزه "پر ماه" (Pluim van de maand / Feder des Monats) برای کتاب نامه‌های فلیکس، هلند، ۱۹۹۵

### آثار منتخب
- I Won’t Comb My Hair. North-South Books Inc. 2010. ISBN 978-0-7358-2315-0.  I Won’t Comb My Hair. North-South Books Inc. 2010. ISBN 978-0-7358-2315-0.  I Won’t Comb My Hair. North-South Books Inc. 2010. ISBN 978-0-7358-2315-0.
- Felix Joins the Circus. New York: Abbeville Publishing Group. 2000. ISBN 978-0-7892-0632-9.  Felix Joins the Circus. New York: Abbeville Publishing Group. 2000. ISBN 978-0-7892-0632-9.  Felix Joins the Circus. New York: Abbeville Publishing Group. 2000. ISBN 978-0-7892-0632-9.
- Felix: What Time Is It?. New York: Abbeville Publishing Group. 1999. ISBN 978-0-7892-0562-9.  Felix: What Time Is It?. New York: Abbeville Publishing Group. 1999. ISBN 978-0-7892-0562-9.  Felix: What Time Is It?. New York: Abbeville Publishing Group. 1999. ISBN 978-0-7892-0562-9.
- Felix’s Christmas Around the World. New York: Abbeville Publishing Group. 1998. ISBN 978-0-7892-0452-3.  Felix’s Christmas Around the World. New York: Abbeville Publishing Group. 1998. ISBN 978-0-7892-0452-3.  Felix’s Christmas Around the World. New York: Abbeville Publishing Group. 1998. ISBN 978-0-7892-0452-3.
- Felix Explores Planet Earth. New York: Abbeville Publishing Group. 1997. ISBN 978-0-7892-0320-5.  Felix Explores Planet Earth. New York: Abbeville Publishing Group. 1997. ISBN 978-0-7892-0320-5.  Felix Explores Planet Earth. New York: Abbeville Publishing Group. 1997. ISBN 978-0-7892-0320-5.
- Pippo: A Little Dog Finds a Home. New York: Abbeville Publishing Group. 1995. ISBN 978-0-7892-0071-6.  Pippo: A Little Dog Finds a Home. New York: Abbeville Publishing Group. 1995. ISBN 978-0-7892-0071-6.  Pippo: A Little Dog Finds a Home. New York: Abbeville Publishing Group. 1995. ISBN 978-0-7892-0071-6.
- Felix Travels Back in Time. New York: Abbeville Publishing Group. 1995. ISBN 978-0-7892-0002-0.  Felix Travels Back in Time. New York: Abbeville Publishing Group. 1995. ISBN 978-0-7892-0002-0.  Felix Travels Back in Time. New York: Abbeville Publishing Group. 1995. ISBN 978-0-7892-0002-0.
- Letters from Felix. New York: Abbeville Publishing Group. 1994. ISBN 978-1-875633-62-3.  Letters from Felix. New York: Abbeville Publishing Group. 1994. ISBN 978-1-875633-62-3.  Letters from Felix. New York: Abbeville Publishing Group. 1994. ISBN 978-1-875633-62-3.